# Монферран-Савес
Монферра́н-Саве́с (фр. Monferran-Savès) — коммуна во Франции, находится в регионе Юг — Пиренеи. Департамент — Жер. Входит в состав кантона Л’Иль-Журден. Округ коммуны — Ош.
Код INSEE коммуны — 32268.

## География
Коммуна расположена приблизительно в 600 км к югу от Парижа, в 38 км западнее Тулузы, в 33 км к востоку от Оша.

## Климат
Климат умеренно-океанический. Лето жаркое и немного дождливое, температура часто превышает 35 °С. Зимой часто бывает отрицательная температура и ночные заморозки. Годовое количество осадков — 700—900 мм.

## Население
Население коммуны на 2010 год составляло 705 человек.
| 1962 | 1968 | 1975 | 1982 | 1990 | 1999 | 2010 |
| ---- | ---- | ---- | ---- | ---- | ---- | ---- |
| 526  | 644  | 551  | 642  | 617  | 674  | 705  |

## Администрация
| Период | Период | Фамилия        | Партия | Примечания |
| ------ | ------ | -------------- | ------ | ---------- |
| 2001   | 2014   | Жан-Луи Белак  |        |            |
| 2014   | 2020   | Жозиан Дельтей |        |            |

## Экономика
В 2010 году среди 445 человек трудоспособного возраста (15-64 лет) 291 были экономически активными, 154 — неактивными (показатель активности — 65,4 %, в 1999 году было 62,9 %). Из 291 активных жителей работали 271 человек (141 мужчина и 130 женщин), безработных было 20 (7 мужчин и 13 женщин). Среди 154 неактивных 25 человек были учениками или студентами, 37 — пенсионерами, 92 были неактивными по другим причинам.

## Фотогалерея

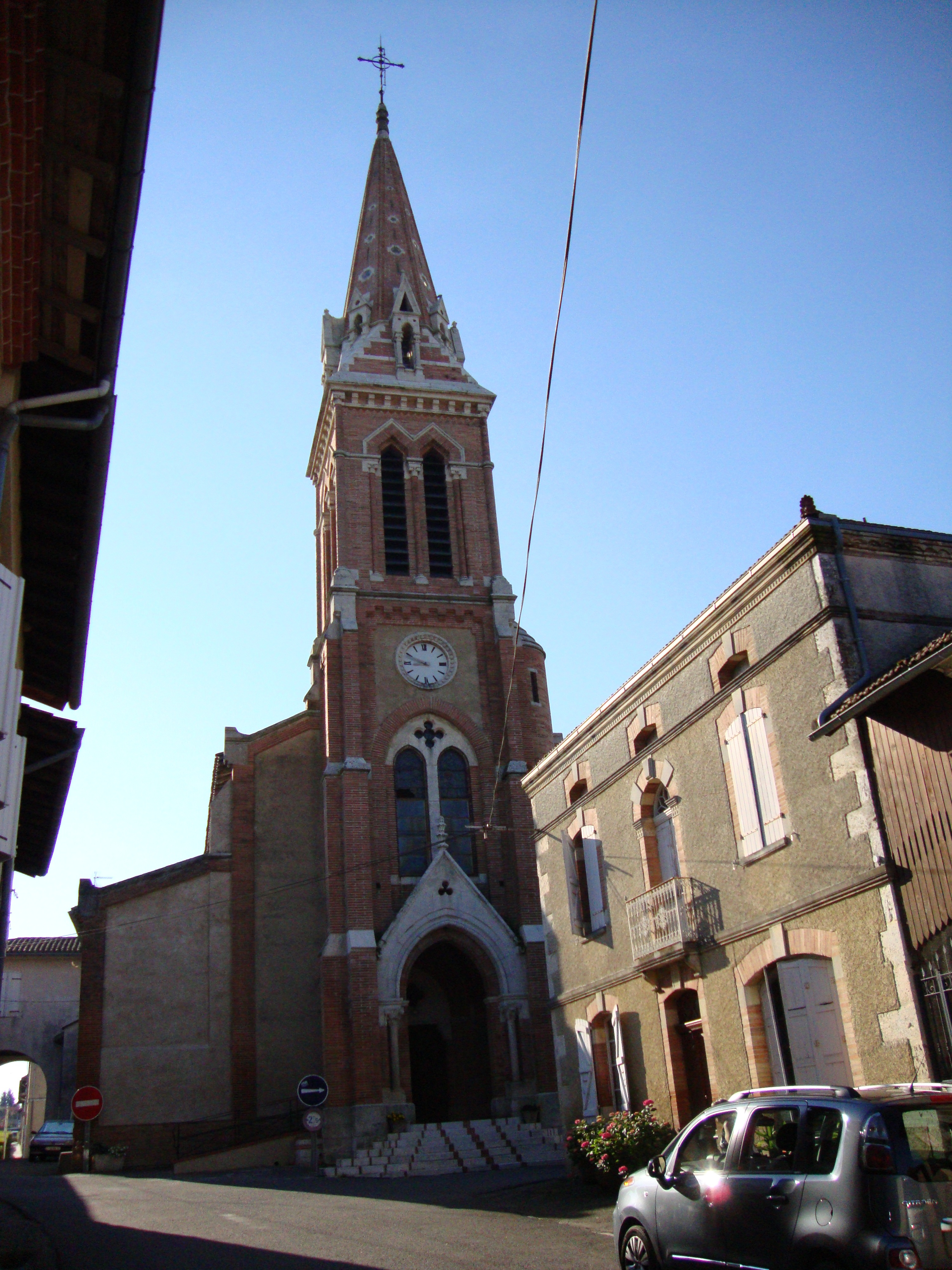
Церковь
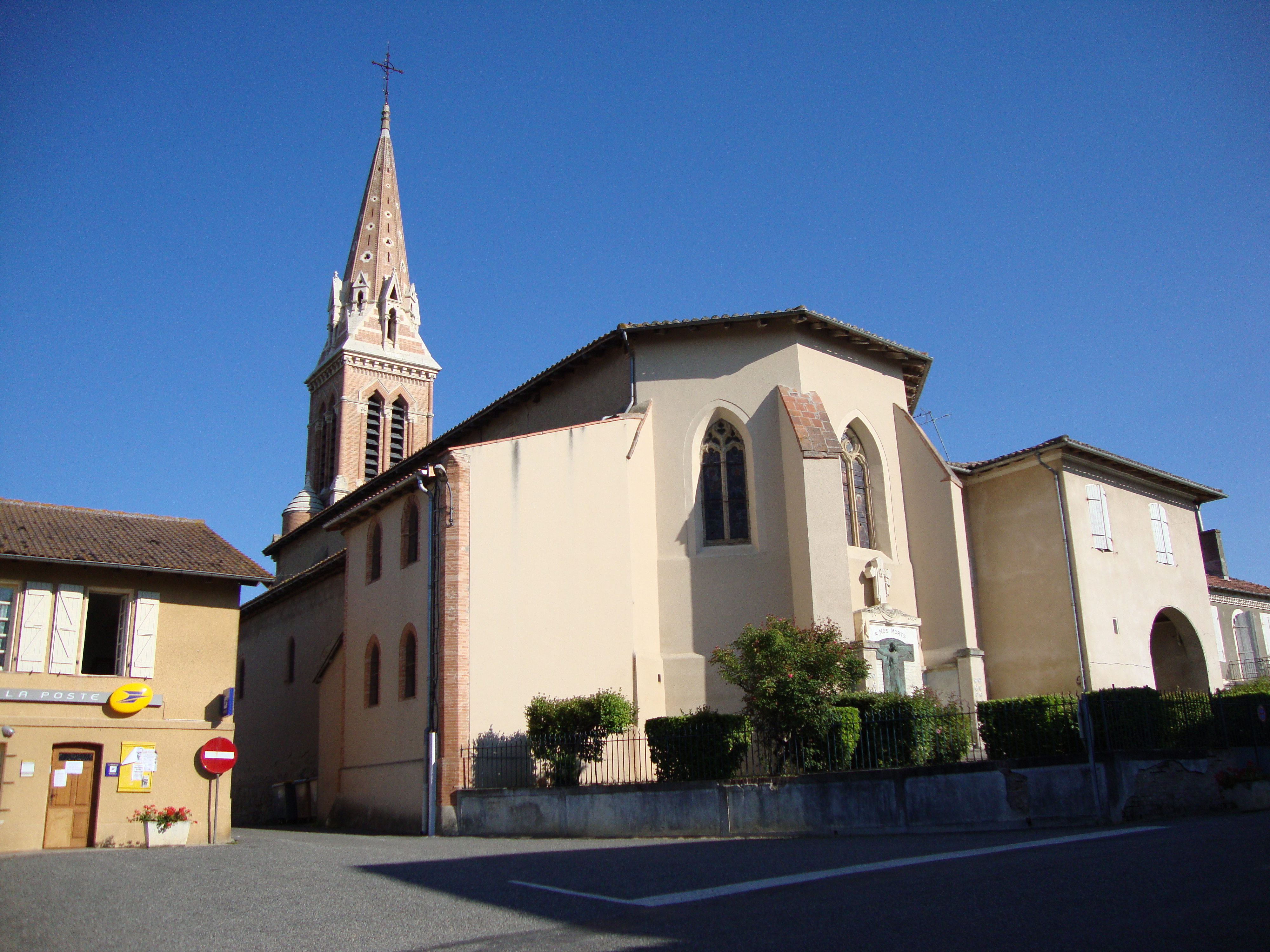
Церковь
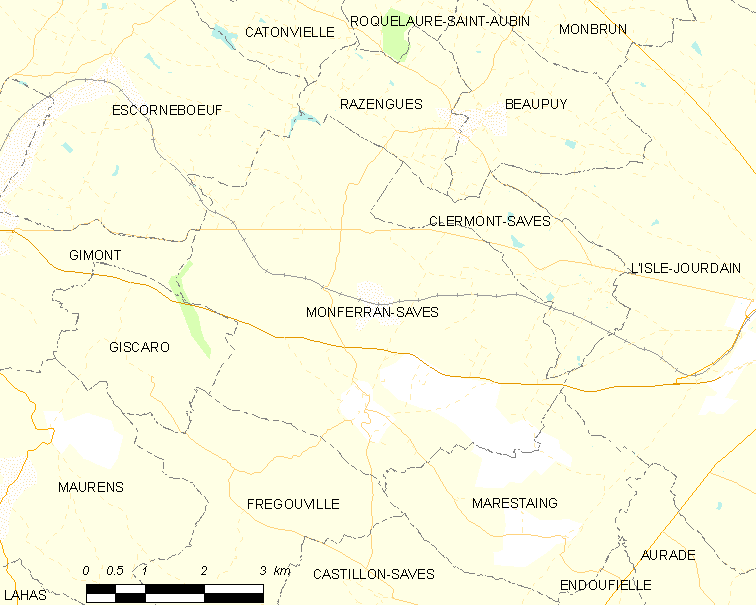
Карта коммуны